# Ancylodactylus petrodroma
Ancylodactylus petrodroma (скельний гекон нігерійський) — вид геконоподібних ящірок родини геконових (Gekkonidae). Ендемік Нігерії.

## Поширення і екологія
Нігерійські скельні гекони є ендеміками пагорбів Іданре, розташованих в штаті Одно на південному заході Нігерії. Вони живуть у вологих тропічних лісах, серед скельних виступів, на висоті до 800 м над рівнем моря. Ведуть денний спосіб життя. Живляться комахами та іншими геконами.